# کوروکا
کوروکا (به لاتین: Curoca) یک منطقهٔ مسکونی در آنگولا است که در استان کونه‌نه واقع شده‌است. کوروکا ۷٬۹۹۸ کیلومتر مربع مساحت و ۴۱٬۰۸۷ نفر جمعیت دارد.